# Манастир Свете Тројице (Метеори)
Манастир Свете Тројице (грч. Μονή Αγίας Τριάδος, такође познат као Agia Triada, Ayías Triádhos, Ayia Triada; све у значењу Света Тројица) је православни манастир у централној Грчкој, североисточно од града Каламбаке. Смештен је на врху стеновите литице високе преко 400 метара и представља део групе од 24 манастира, који су саграђени на Метеорима. Он је један од најстаријих манастира овог комплекса који данас постоје (“метеор” на грчком значи “који лебди у ваздуху”). Од ових 24 манастира, 6 њих су и даље активни и отворени за посетиоце. Црква је изграђена између 14. и 16. века и налази се на листи светске баштине Унеска. Манастир је представљен 1981. године у филму о Џејмсу Бонду, Само за твоје очи.

## Географске одлике
Манастири су изграђени на каменим литицама у делтастој равници Метеора. Литице су високе и преко 400 метара. Налазе се у Пинеоис долини у оквиру Тесалијске равнице, у близини града Каламбака. Хемијском анализом је утврђено да су камене литице старе око 60 милиона година. Настале су током земљотреса и састављене су од пешчара и конгломерата, обликованих дејством флувијалне ерозије. Ови седименти су у Плиоцену били под морем. Током земљотреса израсли су у облику купе, формирајући стрме стеновите стубове, познате као “небески стубови”. Подручје је брдовито и пошумљено, са речним долинама, а заштићено подручје је познато као Трикала естетска шума.
Манастири Свети Стефан и Света Тројица су одвојени од главне групе, који су даље на северу. Пре 20. века, приступ Светој Тројици је био врло отежан и захтевао прелаз кроз долину и пењање по стенама да би се дошло до улаза. Одредбе су биле постављене у корпе подизане ужадима и мердевинама (сада дизалицама). Данас се из Каламбаке до манастира стиже 3 километра дугом пешачком стазом, или коришћењем специфичних лифтова. Постоји и пут са задње стране литице. На врху се налазе и 0,81 ha (2,0 acres) баште.

## Историја
Историја изградње манастира у близини опасне литице Метеора смештена је између 14. и 16. века. Чак и пре тога, у 11. веку, аскете су успоставили верске заједнице у подножју ових литица. У 14. веку, Цар Срба и Грка, Јован Урош, постао је монах и преселио се у Метеоре; он је обогатио, обновио и основао манастире овде. Током политичких превирања у региону у овом веку, монаси су се повукли у заштићену зону коју нуде литице. За Доментија се каже да је био први монах на Светој Тројици, који је, према локалним легендама, стигао ту 1438. године. Света Тројица је, према многим изворима, изграђена 1475-6, иако неки извори тврде да је датум грађења манастира, као и капеле посвећене Светом Јовану Крститељу, непознат. Света Тројица је украшена 1741. До краја 15. века, ту је било 24 манастира, као што су Света Тројица, Света Варвара и Свети Никола Анапауски. Дамаскин, Јона и Партенија били су добротвори и они који су учествовали у рестаурацији; њихова имена сада красе манастирске зидове.

## Архитектура и унутрашњост
План цркве је у облику крста и има куполу која се ослања на два стуба. Манастирска главна катедрала је изграђена у 15. веку и украшена фрескама 1741. године од стране два монаха. Псеудотролисни прозор је део апсиде. Постоје бели стубови и лукови, као и црвено обојене плочице. Мали скеуфилакион суседне цркве саграђен је 1684. године. Његов широки егзонартекс је изграђен 1692. године. Мала капела Светог Јована Крститеља, уклесана у стену, садржи фреске из 17. века. Била је богато украшена и садржала племените рукописе; међутим, опљачкана је за време Другог светског рата, када је била окупирана од стране Немаца. За фреске из 17. века утврђено је да представљају пост-византијске слике. Фреска Светог Сисоја и мошти Александра Великог красе зидове.

## Монашки живот
У једно време, у манастиру је живело педесет монаха. Почетком двадесетог века овај број се драстично смањио, тако да их је било пет. Само један монах овде живи тренутно, радећи као водич кроз цркву, трпезарију и двориште. Манастир Свете Тројице је једини из овог комплекса који допушта посете женама.